# Туве Янсон
Туве Марика Янсон (на шведски: Tove Marika Jansson) е финландска шведскоезична писателка.

## Биография и творчество
Туве Янсон е родена на 9 август 1914 г. в Хелзинки в творческо семейство (баща ѝ е скулптор, а майка ѝ – художник-график). Самата тя завършва илюстрация и живопис.
Известна е повече с детските си произведения (серията за муминтролите, започната като комикс през 1945 г.), въпреки че публикува и голям брой разкази и романи за възрастни, както и множество отлични илюстрации. Освен своите книги за муминтроловете е илюстрирала шведския превод на „Хобитът“ на Дж. Р. Р. Толкин и „Алиса в страната на чудесата“ на Луис Карол. Пише на шведски.
Детските книги на Туве Янсон са преведени на над 30 езика. Авторката е носителка на многобройни литературни награди и отличия, сред които и златния медал „Ханс Кристиан Андерсен“.
От 1956 г. до смъртта си през 2001 г. има любовна връзка с графичната дизайнерка Тулики Пиетила.

## Герои от детските книги
- Муминтрол
- мама Муминка,
- татко Мумин
- Мюмлата
- Малката Мю
- Снусмумрик
- Снорк
- госпожица Снорк
- Сниф
- Филифьонката
- Хемулът
- Мората
- хатифнатите
- и др.

## Произведения
- Småtrollen och den stora översvämningen, 1945 – „Малките тролове и голямото наводнение“
- Kometjakten, 1946 – „Кометата идва“
- Trollkarlens hatt, 1948 – „Цилиндърът на магьосника“
- Muminpappas bravader, 1950 – „Корабът на вселените (Мемоарите на татко Мумин)“
- Hur gick det sen?, 1952
- Farlig midsommar, 1954 – „Тайнството на юни“
- Mumintrollet, 1957
- Mumintrollet och hemliga tecknen, 1957
- Trollvinter, 1957 – „Омагьосана зима“
- Troll i kulisserna, 1958
- Vem ska trösta knyttet, 1960
- Det osynliga barnet och andra berättelser, 1962 – „Невидимото дете“
- Pappan och havet, 1965 – „Татко Мумин и морето“
- Bildhuggarens dotter, 1968 – „Дъщерята на скулптора“ (автобиографична)
- Sent i november, 1970 – „В края на ноември“
- Lyssnerskan, 1971 – „Слушателката“
- Sommarboken, 1972 – „Лятна книга“
- Orm i salongen, 1974
- Solstaden, 1974
- Muumiooppera, 1974 (оперно либрето)
- Hemulen som älskade tystnaden, 1974-75
- Fönstret, 1976
- Gymnastiklärarens död, 1976
- Den farliga resan, 1977
- Kvinnan som lånade minnen, 1977
- Dockskåpet och andra berättelser, 1978 – „Куклената къща“
- Mumin 1-2, 1977
- Filifjonka som trodde på katastrofer, 1978 – „Филифьонката, която вярваше в бедствия“
- Skurken i muminhuset, 1980
- Mumin 3-10, 1978-81 (в съавторство с брат си, Ларш Янсон)
- Den ärliga bedragaren, 1982
- Stenåkern, 1984
- Resa med lätt bagage, 1988 – „Пътуване с лек багаж“ (прев. Анелия Петрунова, Жанет 45, 2012)
- Rent spel, 1989
- Brev från Klara, 1991
- Muumimamman keittokirja, 1993
- Suuri muumikirja, 1995
- Anteckningar från en ö, 1996 (илюстрирана от нейната партньорка в живота Туулики Пиетиле)
- Viesti: valitut novellit 1971-1997, 1999
- The Book About Moomin, Mymble and Little My, 2001
- Finn Family Moonintroll, 2001